# Dactylanthus taylorii
Dactylanthus taylorii är en tvåhjärtbladig växtart som beskrevs av Joseph Dalton Hooker. Dactylanthus taylorii ingår i släktet Dactylanthus, och familjen Balanophoraceae. Inga underarter finns listade i Catalogue of Life.